# Manjimup
Manjimup is de hoofdplaats van het grootste district in de regio South West in West-Australië. Het ligt 307 kilometer ten zuiden van Perth. In 2021 telde Manjimup 4.279 inwoners.

## Geschiedenis
De naam Manjimup komt van het samenvoegen van twee Nyungahwoorden. "Manjin" is een riet met een breed blad en "up" betekent "ontmoetingsplaats" of "plaats van". De eerste die zich in Manjimup vestigde was boomhakker Thomas Muir die in 1856 grond inpalmde nabij het huidige plaatsje. Het werd een dorp in 1910 en een spoorverbinding met Perth werd afgewerkt in 1911.
De bevolking breidde uit na de Eerste Wereldoorlog doordat Manjimup deel uitmaakte van het Group Settlement Scheme. Het programma was grotendeels een mislukking omdat het land moeilijk te klaren was en de meeste kolonisten geen boeren met ervaring waren. Diegenen die bleven, werden zuivelboeren maar daar kwam een eind aan toen tijdens crisis van de jaren 30 de prijs voor melkvet instortte.

## Economie

### Industrie
De houtindustrie is de belangrijkste industrie in Manjimup maar wordt al 80 jaar gecontesteerd. Vooral in de jaren 1970 toen de houtsnipperindustrie opkwam door het Manjimup woodchip project. Twee milieugroepen, de Campaign to Save Native Forests en de South West Forests Defence Foundation, protesteerden tegen die industrie en de omgang met het oerbos. De overheid kwam tussen, verlaagde de quota voor houthak en ontwikkelde programma's om houthakkers om te scholen.
Andere sectoren zijn fruitteelt, landbouw, zuivelindustrie, wolproductie en wijnbouw. De Pink Lady werd in Manjimup gecreëerd door John Cripps van het Western Australian Department of Agriculture en de appel wordt op 4 continenten geteeld. Vroeger produceerde Manjimup diepgevroren frieten en had een lucratieve tabaksindustrie die in 1960 ten onder ging. Manjimup exporteert eucalyptushouten vloeren (marri), appels (vooral naar India) en bronwater naar Saoedi-Arabië, Singapore en India.
Manjimup is de grootste producent van de zwarte truffel op het Australische vasteland en er wordt wetenschappelijk onderzoek gedaan naar truffels in samenwerking met West-Australische universiteiten. In 2016 was Australië, na Europa, de grootste producent van truffels. De truffels worden geserveerd in restaurants in Perth, Sydney en Melbourne en worden ook uitgevoerd naar Europa en India. Manjimups klimaat is vergelijkbaar met dat van Périgord en andere truffelproducerende regio's in Frankrijk.
Er werd ook onderzoek gevoerd naar de productie van groene thee door het Department of Agriculture and Food en het Manjimup Horticultural Research Institute. Japanse deskundigen hadden Manjimup aangewezen als geschikt voor de productie van groene thee vanwege zijn "klimaat, clean green-imago, vruchtbare grond en goede neerslag". De Manjimup/Pemberton regio ligt op eenzelfde lengtegraad als Shizuoka in Japan, de grond heeft er een vergelijkbare zuurtegraad en de gemiddelde jaarlijkse temperatuur is dezelfde. Proefnemingen met een tiental variëteiten zouden uitmaken welke groene theevariëteit het meest succes zal hebben. De Camellia Sinensis sinensis kwam als beste uit de bus, maar de sector geraakte nooit van grond. Enkel in Northcliffe wordt nog groene thee geproduceerd.
In de groeiende West-Australische avocadoindustrie neemt ook Manjimup een plaats in. In 2016 opende een hightech verwerking- en verpakkingfabriek de deuren om een overaanbod op de binnenlandse markt tegen te gaan en makkelijker te kunnen uitvoeren naar het buitenland waar het aanbod de vraag niet kan volgen.

### Toerisme
De Diamond Tree is een karriboom die tussen 1941 en 1973 als brandtoren dienst deed en sinds 1975 een toeristische attractie is. De boom heeft metalen sporten die bezoekers in staat stellen hem te beklimmen en de uitkijkpost op de top te bereiken.
Andere toeristische attracties in Manjimup zijn de Four Aces, vier 75 meter hoge karribomen die meer dan 400 jaar oud zijn; de One Tree Bridge , een brug die uit een enkele karriboom bestaat; Fonty's Pool, een historische zoetwaterzwemplas; Manjimup Timber Park, een houtmuseum; en historische houtzagerijen zoals die van Deanmill. Tijdens het wilde bloemenseizoen, van oktober tot december, zijn elk jaar tal van inheemse wilde bloemen te zien langs het King Jarrah Heritage Trail.

## Transport
De spoorweg van Bridgetown werd verlengd tot Wilgarup in 1909 en in 1911 geopend. Omdat de eindhalte nabij de Manjimup hofstede lag, werd ze ernaar vernoemd: Manjimup Station. Naast passagiers vervoerde de trein hout van en naar de houtzagerijen. Het station sloot in 1997 en werden omgevormd tot 'Manji Park'.
Auto's zijn de meest gebruikte vorm van vervoer. Er is een busverbinding tussen Perth en Manjimup. Manjimup heeft een kleine luchthaven.

## Bekende personen
- Piero Balbo (1916-2003), geboren in Manjimup en advocaat, was de leider van de Italiaanse partisanen tussen 1943 en 1945.
- John Chester, een eco-terrorist met veroordelingen voor bankvervallen, autodiefstal, gewelddaden, diefstal van explosieven en vernietiging van eigendommen. Hij voerde de Bunbury woodchip bombing uit in 1976, een aanval op de exportinfrastructuur voor houtsnippers.
- Walter Handmer (1927-2007), een Australische diplomaat, woonde van begin jaren 1930 tot 1944 in Manjimup.
- Shelly Liddelow (1984- ), een olympische hockeyspeelster, werd geboren in Manjimup.
- Matt Priddis (1985- ), een voormalig Australianfootballspeler, werd geboren in Manjimup
- Go-Jo (1995), Australische zanger. Deed namens Australië mee aan het Eurovisiesongfestival 2025.

## Klimaat
Manjimup heeft een mild mediterraan klimaat met koele natte winters en warme droge zomers.
| Maand                                  | jan  | feb  | mrt  | apr  | mei   | jun   | jul   | aug   | sep   | okt  | nov  | dec  | Jaar  |
| -------------------------------------- | ---- | ---- | ---- | ---- | ----- | ----- | ----- | ----- | ----- | ---- | ---- | ---- | ----- |
| Hoogste maximum (°C)                   | 42,7 | 41,6 | 41,2 | 34,4 | 29,2  | 22,9  | 21,6  | 24,6  | 30,4  | 33,3 | 38,7 | 41,1 | 42,7  |
| Gemiddeld maximum (°C)                 | 27,2 | 27,1 | 24,2 | 21,1 | 17,7  | 15,4  | 14,4  | 15,1  | 16,5  | 18,9 | 22,0 | 24,9 | 20,4  |
| Gemiddeld minimum (°C)                 | 13,1 | 13,4 | 12,5 | 10,8 | 8,9   | 7,5   | 6,4   | 6,5   | 7,2   | 8,3  | 10,1 | 11,7 | 9,7   |
| Laagste minimum (°C)                   | 6,0  | 5,6  | 3,3  | 1,6  | −0,6  | 0,2   | −0,6  | 0,0   | 0,6   | 0,1  | 2,3  | 4,4  | −0,6  |
|                                        |      |      |      |      |       |       |       |       |       |      |      |      |       |
| Neerslag (mm)                          | 20,0 | 18,6 | 29,9 | 59,5 | 129,2 | 161,6 | 174,1 | 145,0 | 108,9 | 75,1 | 46,1 | 25,3 | 993,3 |
| Regendagen (dag)                       | 5,9  | 5,9  | 7,6  | 11,6 | 17,6  | 20,1  | 22,3  | 21,0  | 17,7  | 15,1 | 10,5 | 7,3  | 162,6 |
| Relatieve luchtvochtigheid (%)         | 43   | 44   | 48   | 58   | 65    | 71    | 71    | 68    | 64    | 57   | 51   | 47   | 57,3  |
| Bron: Australian Bureau of Meteorology |      |      |      |      |       |       |       |       |       |      |      |      |       |

## Galerij

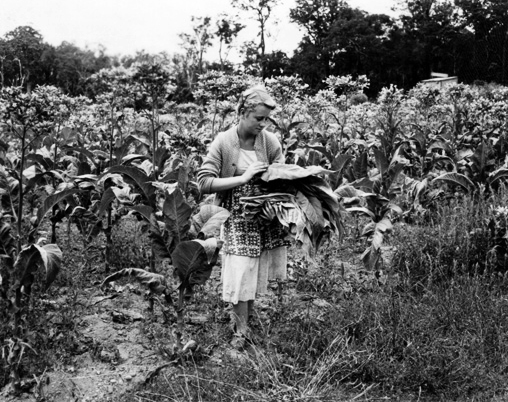
tabakspluk in 1954
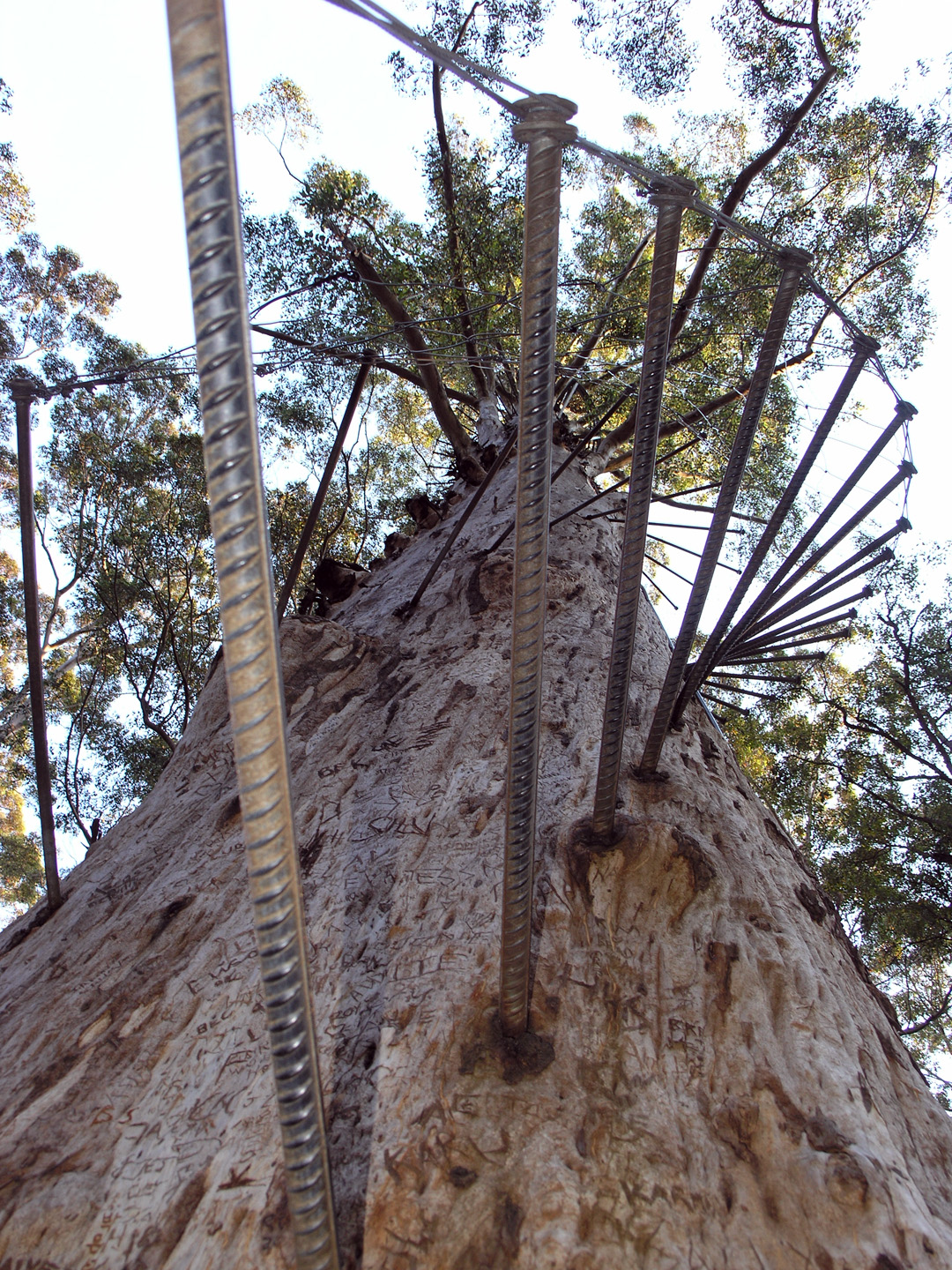
Diamond Tree in 2006
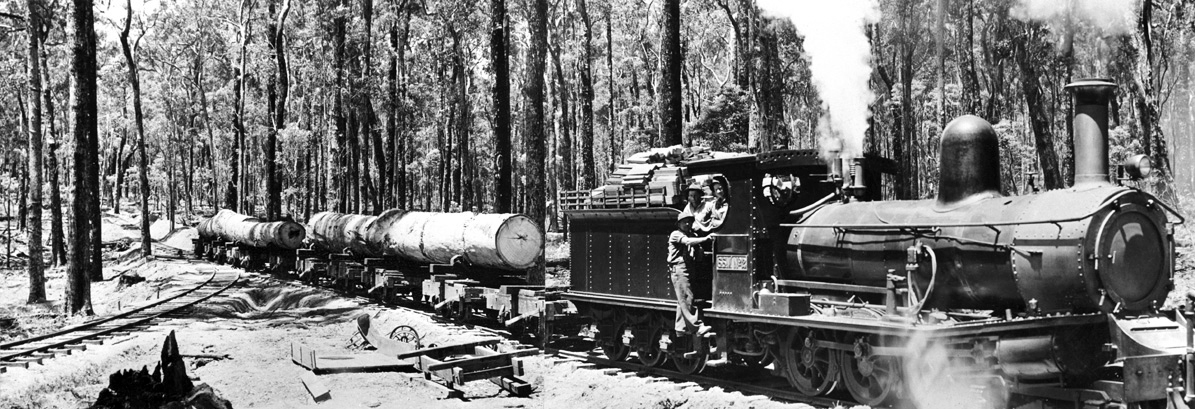
houtindustrie trein jaren 1940

Acton Park · Alexandra Bridge · Allanson · Augusta · Balingup · Benger · Binningup · Boyanup · Boyup Brook · Bramley · Bridgetown · Brookhampton · Brunswick Junction · Bunbury · Burekup· Busselton · Capel · Carbunup River · Chowerup · Collie · Cookernup · Cowaramup · Cundinup · Dardanup · Deanmill · Dingup · Dinninup · Donnelly River · Donnybrook · Dunsborough · Elgin · Ferguson · Forest Grove · Forrest Beach · Gnarabup · Gracetown · Greenbushes · Harvey · Hester · Jardee · Jarrahwood · Karridale · Kirup · Kudardup · Kulikup · Ludlow · Manjimup · Margaret River · Mayanup · Metricup · Mullalyup · Myalup · Nannup · Northcliffe · Nyamup · Pemberton · Peppermint Grove Beach · Prevelly · Quindalup · Quinninup · Roelands · Rosa Brook · Shotts · Stratham · Uduc · Vasse · Walpole · Waterloo · Wilga · Windy Harbour · Witchcliffe · Wilyabrup · Wokalup · Wonnerup · Worsley · Yallingup · Yalup Brook · Yarloop · Yoongarillup · Yornup